# Lew, czarownica i stara szafa
Lew, czarownica i stara szafa (tyt. oryg. The Lion, the Witch and the Wardrobe) – powieść fantasy autorstwa C.S. Lewisa, wydana w 1950 roku. Książka, umiejscowiona w latach 40. XX wieku, jest pierwszą opublikowaną i zarazem najbardziej znaną częścią cyklu Opowieści z Narnii. Pomimo że pojawiła się jako pierwsza, jest drugą powieścią po Siostrzeńcu czarodzieja według chronologicznego porządku serii. Magazyn Time umieścił ją na liście stu najlepszych powieści anglojęzycznych w latach 1923-2005.
Książka była kilkakrotnie ekranizowana, najnowsza ekranizacja z 2005 r. została dokonana przez wytwórnię Walt Disney Pictures w reżyserii Andrew Adamsona. W rolach głównych wystąpili m.in. Tilda Swinton i Jim Broadbent.

## Bohaterowie
- Piotr Pevensie jest najstarszy z rodzeństwa. Na początku nie wierzy swojej siostrze Łucji w opowieści o Narnii, ale zmienia zdanie, kiedy widzi ją na własne oczy. Za swoje zasługi w obaleniu Białej Czarownicy zostaje okrzyknięty bohaterem. Ostatecznie otrzymuje tytuł Wielkiego Króla i od tej pory jest znany jako król Piotr Wspaniały.
- Zuzanna Pevensie młodsza od Piotra. Również ona nie wierzy w istnienie Narnii, do czasu gdy do niej trafia. Zostaje koronowana królową tej krainy i od tej pory jest znana jako królowa Zuzanna Łagodna.
- Edmund Pevensie jest kolejnym z rodzeństwa. W Narnii spotyka Białą Czarownicę, która częstuje go słodyczami i prawi mu komplementy. Skuszony obietnicą władzy i nieskończonymi zapasami łakoci zdradza swojego brata i siostry, lecz ostatecznie żałuje swoich czynów i okazuje skruchę. Po tym jak pomaga Aslanowi i dobrym mieszkańcom baśniowej krainy pokonać Białą Czarownicę zostaje, wraz ze swoim bratem, koronowany królem Narnii i jest od tej pory znany jako król Edmund Sprawiedliwy.
- Łucja Pevensie jest najmłodszą z całej czwórki. Jako pierwsza odkrywa Narnię, kiedy wślizguje się do magicznej szafy w domu profesora. Gdy opowiada rodzeństwu o swoim odkryciu, Piotr i Zuzanna nie wierzą jej i są przekonani, że się z nimi bawi, podczas gdy Edmund uporczywie zachęca ją do opowiadań oraz jej dokucza. Po przywróceniu porządku w baśniowym świecie Łucja, wraz ze swoją siostrą Zuzanną, zostaje koronowana Królową i jest od tej pory znana jako Łucja Mężna.
- Jadis jest Białą Czarownicą pochodzącą z miasta Charn w ginącym świecie. Ten świat ginął przez to, że magią (poznała Żałosne Słowo mogące zniszczyć wszystkich mieszkańców danego świata, lecz nie ginie tylko ten, kto to słowo wypowie i ona właśnie je wypowiedziała) zniszczyła wszystkich jego mieszkańców, a potem została przeniesiona do Narnii przez Digory’ego, który wtedy był dzieckiem, a przez to w jej świecie nie było nikogo i zniknął. Kiedy w Narnii nie było już Drzewa Opieki, nadeszła z Dzikich Krajów Północy i podbiła ją. W Narnii ogłasza się królową i dzięki swej magii rządzi twardą ręką. Jej czar rzucony na krainę sprawia, że panuje tam bezustanna zima, ale nigdy nie ma świąt. Kiedy jest rozgniewana, używa swojej różdżki, aby zamienić przeciwników w kamień. Jednak obawia się spełnienia przepowiedni, zgodnie z którą dwóch synów Adama i dwie córki Ewy przybędą do jej świata i pomogą Aslanowi ją pokonać.
- Aslan jest lwem i prawdziwym królem Narnii. Poświęca siebie w zamian za życie Edmunda, a następnie jest wskrzeszony na czas, by pomóc mieszkańcom i rodzeństwu Pevensie w bitwie przeciwko Białej Czarownicy i jej sługusom. Syn Władcy-zza-morza. Jego kraina jest na wschodnim krańcu świata.
- Pan Tumnus jest faunem i pierwszą osobą, którą Łucja spotyka w nowym świecie. Stworzenie zaprzyjaźnia się z dziewczynką pomimo wyraźnego rozkazu czarownicy, każącego usypiać i porywać każdego człowieka wchodzącego do krainy. Po zapoznaniu się z nią rezygnuje z pomysłu wydania jej wiedźmie, ale przypadkowo zostaje wydany przez Edmunda, który, nie wiedząc kim naprawdę jest Biała Czarownica, mówi jej, że Łucja spotkała fauna.  Ostatecznie Tumnus jest aresztowany i zamieniony w kamień. W późniejszym czasie przywraca go do życia Aslan, a istota staje się bliskim przyjacielem Pevensiech.
- Profesor Digory Kirke przyjmuje do siebie rodzeństwo Pevensiech, gdy zostają oni ewakuowani z Londynu. Jako jedyny wierzy Łucji, iż faktycznie odwiedziła magiczną krainę i stara się przekonać pozostałych, że jest wiarygodna. Powieść pozwala podejrzewać, że wie on o magicznym świecie więcej niż zdradza. Siostrzeniec czarodzieja ujawnia, że był on obecny w chwili, gdy Aslan tworzył Narnię. Zrobił starą szafę z ziemskiej wersji Drzewa Opieki, dzięki któremu Narnia była chroniona przed czarownicą od początku czasu.
- Pani Macready jest gosposią w domu profesora Kirke, kiedy Pevensie tam przyjeżdżają. Oprowadzając turystów po starym domu profesora nakazała dzieciom aby nie przeszkadzały. Chowając się przed turystami i panią Macready rodzeństwo Pevensie po raz pierwszy we czwórkę trafiło do Narnii.
- Pan Bóbr jest przyjacielem Tumnusa. Pomaga rodzeństwu Pevensie w poszukiwaniu fauna i pozbawieniu tronu Białej Czarownicy.
- Pani Bóbr jest żoną Pana Bobra, która wraz ze swoim mężem pomaga dzieciom spotkać się z Aslanem.
- Karzeł jest prawą ręką Białej Czarownicy. Niemający imienia w książce, dostaje imię Ginnarbrick w filmie, gdzie odgrywa bardziej znaczącą rolę.
- Maugrim/Fenris Ulf jest wilkiem i szefem tajnej policji Białej Czarownicy. Zostaje on przez nią wysłany, aby schwytać rodzeństwo Pevensie, lecz zostaje zabity przez Piotra przy Kamiennym Stole.
- Mikołaj przybywa, kiedy czar rzucony przez Białą Czarownicę na Narnię zaczyna pryskać. Daje Piotrowi, Zuzannie i Łucji prezenty, które pomagają im pokonać władczynię krainy. Edmund nie dostaje żadnego podarunku, ponieważ w tym czasie jest z Czarownicą. Pani Bóbr otrzymuje lepszą maszynę do szycia, zaś Pan Bóbr zastaje swoją tamę naprawioną.
- Olbrzym Grzmotołup został zamieniony w kamień przez złą władczynię i przywrócony do życia przez Aslana. Rozbija on bramę w zamku wiedźmy i zgniata część jej armii.

## Fabuła
Rozdział I Łucja zagląda do szafy – Rok 1940, Wielka Brytania. Piotr, Zuzanna, Edmund i Łucja Pevensie, zostają ewakuowani z bombardowanego Londynu na wieś, do wielkiego, starego domu, zamieszkanego przez tajemniczego Profesora Kirke, który mieszka sam w towarzystwie swej gospodyni, pani Macready, a także trzech pokojówek. Dzieci są zachwycone domem i okolicą, chcą ją zwiedzić dokładnie. Niestety, następnego dnia pada deszcz, więc zamiast tego zwiedzają dom. Podczas zwiedzania Łucja odkrywa przejście do innego świata, które znajduje się w starej szafie w jednym z pokojów. Idzie przez gęsty zaśnieżony las. Tam spotyka fauna.
Rozdział II Co Łucja tam zobaczyła – Łucja rozmawia z faunem. Ma on na imię Tumnus, dziwi się bardzo obecnością Łucji w lesie, pyta, jak przybyła do Narnii. Po chwili stwierdza, że jest zbyt zimno, by rozmawiać na dworze i proponuje, by zjadła u niego podwieczorek, Łucja z początku się waha, ale ostatecznie wyraża zgodę i odwiedza pana Tumnusa w jego grocie. Tumnus częstuje ją herbatką, grzankami i sardynkami, a potem opowiada historie, opowiada też o Narnii, krainie mówiących zwierząt, karłów, olbrzymów i smoków. Od tamtego czasu wszyscy żyją w ciągłym strachu przed gniewem strasznej królowej. Później gra na flecie i usypia ją. Ona budzi się po kilku godzinach, a Tumnus płacze i przyznaje się do strasznej rzeczy – miał porwać Łucję dla Białej Czarownicy. Od stu lat bowiem Narnia jest zawładnięta przez okrutną Białą Czarownicę Jadis, która spętała całą krainę czarem wiecznej zimy. Tumnus wyznaje Łucji, że otrzymał rozkaz uwięzienia każdego ludzkiego dziecka, które spotka. Łucja była pierwszym człowiekiem, jakiego spotkał, ale nie miał serca wydawać jej Czarownicy. Tumnus ukradkiem odprowadza Łucję do wejścia do szafy.
Rozdział III Edmund wchodzi do szafy – Łucja wraca do swego świata, ale okazuje się, że choć w Narnii minęło 5 godzin, w jej świecie tylko kilka sekund. Dziewczynka pokazuje rodzeństwu przejście w szafie, ale ono zniknęło. Nikt jej nie wierzy, ale po paru dniach zapominają o wszystkim, poza Edmundem, który dokucza siostrze. W pewien deszczowy dzień Piotr proponuje zabawę w chowanego. Zuzanna szukała, Łucja chowa się w szafie i trafia do Narnii, a za nią Edmund, który śledził siostrę. Dziewczynka wcale nie chciała tam wejść, ale go usłyszała, myśląc, że ktoś ją chce złapać. Chłopak szuka Łucji, by ją przeprosić, ale wpada na Białą Czarownicę.
Rozdział IV Ptasie mleczko – Edmund rozmawia z Czarownicą, która najpierw bierze go za karła bez brody. Kiedy dowiaduje się, że jest on człowiekiem, najpierw chce go zamienić swą różdżką w kamień, ale zmienia zdanie i zaprasza go do sań. Proponuje coś do zjedzenia – chłopak wybiera ptasie mleczko (nie ptasie mleczko, tylko rachatłukum). Biała Czarownica wyczarowuje je i częstuje go. Chłopak otumaniony słodyczami mówi jej o swym rodzeństwie i o tym, że Łucja spotkała się z Tumnusem. Czarownica proponuje, żeby przyprowadził rodzeństwo, a uczyni go księciem Narnii, a kiedyś i królem. Potem odjeżdża, zaś Edmund spotyka Łucję. Razem wracają do Anglii.
Rozdział V Z powrotem po tej stronie drzwi – Dzieci wracają do Anglii, jednak Edmund kłamie, że nie był w Narnii. Piotr karci Edmunda i razem z Zuzanną boją się, że Łucja albo kłamie, albo jest obłąkana. Idą do profesora Kirke’a, ten jednak wierzy Łucji i dziwi się, czemu rodzeństwo jej nie wierzy. Dowodzi, że logicznie rozumując (logiką chciała posługiwać się Zuzanna) Łucja musi mówić prawdę, gdyż nigdy nie kłamie i wątpliwe jest by oszalała. Nawet nieścisłość czasowa jest po jej stronie (małe dziecko nie wymyśliłoby czegoś takiego, jak odmienny czas w innym świecie). Kilka dni później pani Macready oprowadza gości po domu profesora. Rodzeństwo uciekając przed nią chowa się w szafie.
Rozdział VI W puszczy – Rodzeństwo czeka w szafie na odejście gospodyni i przypadkiem trafia do Narnii. Piotr i Zuzanna przepraszają Łucję, że jej nie wierzyli, Łucja chce odwiedzić Tumnusa, na co Piotr wyraża zgodę. Idą, ale Edmund mówi, by nie oddalać się od Latarni, przez co wydał się, że już był w Narnii. Piotr mu dokucza, Edmund przysięga zemstę. Dochodzą do domu Tumnusa, ale domek jest zdemolowany, a faun zniknął. Piotr znalazł dokument, że Tumnusa aresztowano za spiskowanie z ludźmi. Łucja chce ratować fauna, Zuzanna proponuje, by wracać. Dzieci widzą drozda, który wskazuje im drogę. Edmund nadaremnie próbuje przekonać Piotra, że faun to przestępca.
Rozdział VII Dzień u bobrów – Drozd znika, ale dzieci spotykają Bobra, który mówi ludzkim głosem. Przedstawia się jako przyjaciel Tumnusa, na dowód pokazuje chusteczkę, jaką Łucja dała Tumnusowi, a którą faun przekazał Bobrowi, zanim został aresztowany. Bóbr opowiada coś o Aslanie, po czym zabiera ich do swego domku na tamie, gdzie pani Bobrowa czeka już na męża. Bóbr i Piotr łowią ryby, pani Bobrowa częstuje dzieci smakołykami. Pada śnieg, który zasypuje ich ślady.
Rozdział VIII Co wydarzyło się po obiedzie – Bobry opowiadają rodzeństwu o Białej Czarownicy, która jest podłą despotką, uzurpującą sobie władzę nad Narnią, kłamiąc, iż pochodzi od Adama i Ewy (w rzeczywistości pochodzi od Lilith, pierwszej żony Adama, a z jednej strony jest olbrzymką, a z drugiej dżinem). Swych wrogów zamyka w zamku i zamienia w kamień swą różdżką. Taki los spotkał Tumnusa. Ale nie należy tracić nadziei. Po ponad stuletniej nieobecności wrócił lew Aslan – stwórca Narnii, syn Wielkiego Władcy Zza Morza i najwyższa władza Narnii. Wraz z jego powrotem stuletnia zima przepadnie, jednak stanie się to, kiedy pomoże mu dwóch synów Adama i dwie córki Ewy. Na Zamku Ker Paravel (zwanym też zamkiem czterech tronów) czekają cztery trony. Dlatego Biała Czarownica kazała łapać każde dziecko, które by się zjawiło w Narnii. Nagle Bobry odkrywają brak Edmunda. Piotr, Zuzanna i Łucja chcą szukać brata, ale Bóbr mówi, iż to bezcelowe, gdyż Edmund ich zdradził i poszedł do Białej Czarownicy.
Rozdział IX W Domu Czarownicy – Edmund idzie do Czarownicy przez śnieg i mróz. Ma jeszcze pewne wątpliwości, ale idzie do zamku Czarownicy, gdzie zastaje na placu mnóstwo kamiennych posągów. Dorysowuje jednemu z nich – dużemu lwu, wąsy i okulary. Na dziedzińcu spotyka wilka Maugrima, kapitana Tajnej Policji Królowej, który anonsuje go Jadis (czyli Białej Czarownicy). Jadis nie jest zachwycona, że Edmund przybył sam, jednakże przyjmuje Edmunda. Jest przerażona, kiedy chłopak mówi jej o Aslanie. Wysyła Maugrima, by wraz z najszybszym wilkiem zabił Piotra, Zuzannę i Łucję oraz Bobry.
Rozdział X Czary zaczynają tracić swą moc – Rodzeństwo wraz z Bobrami postanawia uciekać z tamy, przedtem jednak pani Bobrowa pakuje kilka niezbędnych przedmiotów, co zajmuje jej dużo czasu. Wreszcie wszyscy uciekają. Ukrywają się w jaskini i tam spędzają noc. Na rano słyszą dźwięk sań. Na szczęście to nie Biała Czarownica, ale… Święty Mikołaj. Okazuje się, że wraz ze zjawieniem się Aslana złe czary powoli przestają działać. Każdy dostaje prezent. Łucja sztylet do obrony własnej i eliksir leczący każdą ranę, Zuzanna łuk, strzały i magiczny róg, Piotr miecz i tarczę. Pani Bobrowa nową i lepszą maszynę do szycia, zaś Pan Bóbr ukończoną tamę.
Rozdział XI Aslan jest blisko – Edmund podmawia się o ptasie mleczko, ale dostaje tylko suchy chleb i wodę. Następnie Jadis każe zaprząc sanie (bez dzwonków) i wraz z Edmundem i karłem woźnicą jadą w pościg za rodzeństwem. Po drodze mijają przyjęcie u leśnych zwierząt. Na pytanie Czarownicy, skąd to mają, lis odpowiada, że dał im to Święty Mikołaj. Wściekła Jadis zamienia ich wszystkich w kamień, zaś Edmunda, który stanął w ich obronie, uderzyła w twarz. Sanie jadą dalej, ale śnieg stopniał, więc Czarownica, karzeł i związany Edmund idą dalej pieszo.
Rozdział XII Pierwsza walka Piotra – Piotr, Zuzanna i Łucja wraz z Bobrami docierają do obozu Aslana i spotykają się z nim twarzą w twarz. Aslan dziękuje Bobrom za sprowadzenie rodzeństwa i pyta, gdzie jest Edmund. Jest zły, gdy dowiaduje się, że chłopak zdradził, Piotr broni brata, stwierdzając, że zdrada Edmunda to wina jego ostrego wobec brata zachowania (co było zresztą prawdą). Aslan obiecuje uratować Edmunda, potem rozmawia z Piotrem i pokazuje mu zamek Ker Paravel. Chwilę później słychać dźwięk rogu – to Zuzanna wzywa pomocy, gdyż zaatakował ją Maugrim. Piotr zabija wilka, Zuzanna rzuca mu się z radości na szyję, zaś Aslan wysyła pościg za drugim wilkiem, który po śmierci swego dowódcy po prostu ucieka. Następnie zaś Wielki Lew pasuje Piotra na rycerza i nadaje mu przydomek – Pogromca Wilka.
Rozdział XIII Wielkie czary z zamierzchłych czasów – Czarownica dowiaduje się o śmierci Maugrima i jest wściekła. Każe wezwać na pomoc wszystkie siły ciemności, nie ma bowiem zamiaru się poddać, chce walczyć aż do końca. Swymi zaklęciami rozsyła wezwanie do walki dla wszystkich sił ciemności. Następnie postanawia zabić Edmunda, nie chce jednak czekać na udostępnienie jej Kamiennego Stołu (tam bowiem zawsze składano ofiary), lecz postanawia zabić go tu i teraz. Przeszkadzają jej w tym Narnijczycy wysłani przez Aslana. Odbijają oni Edmunda, chcą też zabić Czarownicę, ale ta zamienia się w głaz, a towarzyszącego jej karła w pniak. Edmund zostaje zabrany do obozu Aslana, gdzie ten odbywa z nim długą rozmowę, a potem oddaje rodzeństwu, które wybacza mu zdradę. Nie oznacza to jednak końca kłopotów. W obozie Aslana zjawia się karzeł i anonsuje Jadis, która przybywa z żądaniem wydania Edmunda – stare prawo bowiem nakazywało, by każdy zdrajca umierał zabity przez Białą Czarownicę na Kamiennym Stole. Jeśli zaś tak się nie stanie, Narnia zginie w ogniu i wodzie. Aslan zabiera Czarownicę na stronę i po krótkiej rozmowie przekonuje ją do zrezygnowania z praw do krwi Edmunda. Wszyscy są zadowoleni, prócz smutnego Aslana.
Rozdział XIV Triumf Czarownicy – Aslan przenosi obóz znad Kamiennego Stołu (który w nocy ma być do czegoś potrzebny) do lasu. Piotr omawia z nim taktykę wojenną. W nocy Łucja nie może spać. Wraz z Zuzanną zauważa, iż Aslan opuszcza ich obóz. Idą za nim. Aslan widzi to, ale pozwala im się odprowadzić. Okazuje się, że Wielki Lew idzie do Kamiennego Stołu, gdzie zebrała się już armia Czarownicy. Nakazuje dziewczynkom zostać tam, gdzie są, a sam idzie do Jadis. Ta każe go związać, a następnie poniża go obcinając mu grzywę i zakładając kaganiec. Potem mówi, że zgodnie z ich umową Aslan zginie zamiast Edmunda, ale nie oznacza to, że podczas bitwy go oszczędzi. Następnie Biała Czarownica zabija nożem Aslana.
Rozdział XV Największe czary sprzed początków czasu – Czarownica zbiera swą armię i rusza do lasu na oddziały Aslana. Zuzanna i Łucja ruszają do ciała Aslana i płaczą nad nim. Chcą zdjąć sznury, ale są one za mocne. Na szczęście zjawiają się myszy, które przegryzają więzy. Dziewczynki spędzają nad ciałem Wielkiego Lwa całą noc. Rano jednak Kamienny Stół pęka, ciało znika, a po chwili przed siostrami staje… Aslan, żywy i zdrowy. Tłumaczy on dziewczynkom, że istnieje jeszcze inne prawo, starsze niż sama Czarownica. Prawo to mówi, iż jeśli osoba, która nie popełniła zdrady dobrowolnie odda życie by ocalić zdrajcę, wówczas Kamienny Stół pęknie i sama śmierć będzie musiała cofnąć swe wyroki, a także nie będzie już nigdy ofiar na Kamiennym Stole. Potem Aslan bierze Łucję i Zuzannę na swój grzbiet i zawozi je do zamku Białej Czarownicy.
Rozdział XVI Co się stało z posągami – Na placu w zamku jest pełno kamiennych posągów – to więźniowie Jadis, zamienieni w kamień. Aslan ożywia ich jednak swoim oddechem. Wśród więźniów jest dobry olbrzym Grzmotołup, a także faun Tumnus. Aslan chce iść Piotrowi na odsiecz. Grzmotołup otwiera kilkoma uderzeniami maczugi bramę zamku i posiłki ruszają na pomoc. Jest już najwyższa pora, gdyż bitwa trwa. Wielu żołnierzy Aslana jest zamienionych w kamień, Piotr toczy zacięty pojedynek z Białą Czarownicą, ale słabnie. Aslan skacze na Jadis i zabija ją przegryzając jej gardło. Dodatkowi żołnierze przechylają szalę zwycięstwa na stronę sił dobra.
Rozdział XVII Polowanie na Białego Jelenia – Bitwa jest zakończona, żołnierze zbierają rannych. Wśród nich jest ciężko poraniony Edmund. Raniła go Czarownica chwilę potem, jak ten rozbił mieczem jej różdżkę, dzięki czemu uratował od niechybnej zguby całą armię. Łucja leczy eliksirem wszystkich rannych, zaś Aslan odczarowuje zamienionych w kamień, po czym pasuje Edmunda na rycerza. Łucja chce opowiedzieć bratu, jak poświęcił się za niego Aslan, ale Zuzanna odradza jej to. Następnie cała armia idzie do Ker Paravel, gdzie następuje uroczysta koronacja rodzeństwa Pevensie na władców Narnii (przy czym najwyższym władcą, czyli Wielkim Królem, był najstarszy Piotr). Nowi władcy nagradzają wiernych żołnierzy. Po koronacji Aslan znika, by zająć się innymi krainami, które ma we władaniu. Bobry zapowiadają, że na pewno jeszcze tu wróci, ale nie należy na niego naciskać, gdyż nie jest oswojonym lwem. Mijają lata, władcy Narnii: obecnie Piotr Wspaniały, Zuzanna Łagodna, Edmund Sprawiedliwy i Łucja Mężna rządzą mądrze i sprawiedliwie w Narnii. Któregoś dnia w lesie pojawia się Biały Jeleń – według legendy, każdemu, kto go złapie, spełni jedno życzenie. Królowie i królowe Narnii ruszają na polowanie, podczas którego natrafiają na Latarniane Pustkowie i widzą latarnię, od której wszystko się zaczęło. Postanawiają iść za światłem, jakie ona wskazuje i wypadają z szafy w domu profesora. W ich świecie minęło kilka sekund, choć w Narnii wiele lat. Opowiadają to wszystko profesorowi, który nie tylko, że im wierzy, ale zapowiada, że jeszcze wrócą do Narnii, ale inną drogą, gdyż przejście w szafie zostało zamknięte. Ale nie ma co się smucić. Bowiem: kto raz został królem lub królową Narnii, ten zawsze już królem lub królową będzie.

### Fabuła w skrócie
Jest około 1940 roku, dopiero co rozpoczęła się druga wojna światowa, i czwórka rodzeństwa: Piotr, Zuzanna, Edmund i Łucja ewakuują się z bombardowanego Londynu. Zostają wysłani na wieś do domu profesora Digory’ego Kirke, który mieszka tam wraz ze swoją gosposią, Panią Macready.
Pewnego deszczowego dnia, dzieci postanawiają zbadać dom. Łucja, najmłodsza z rodzeństwa, zainteresowana szafą stojącą w pustym pokoju odkrywa, że jest to portal do pokrytego śniegiem lasu z latarnią pośrodku. Spotyka tam fauna, który przedstawia się jako Tumnus i zaprasza ją na herbatę. Opowiada jej, że owa kraina nazywa się Narnią i jest rządzona przez bezwzględną Białą Czarownicę, która sprawia, że panuje tu wieczna zima, ale nigdy nie ma świąt.
Po spędzeniu kilku godzin w innym świecie Łucja powraca do domu profesora tą samą drogą, którą przyszła i odkrywa, że minęło tam zaledwie kilka sekund. Nie udaje się jej przekonać rodzeństwa, co do prawdziwości swojego opowiadania, gdyż magiczna szafa staje się zwykłym meblem. Edmund, trochę starszy brat Łucji, jest szczególnie złośliwy w stosunku do niej.
Po upływie kilku tygodni, Łucja i Edmund, bawiąc się w chowanego, odkrywają, że szafa ponownie prowadzi do innej rzeczywistości. Będąc w lesie, chłopak nie nadąża za swoją siostrą i spotyka bladą kobietę w saniach ciągniętych przez białe renifery, która przedstawia się jako królowa Narnii. Rzucając na chłopca urok za pomocą magicznych słodyczy, obiecuje mu, że uczyni go księciem i w późniejszym czasie królem, jeśli tylko przyprowadzi do jej zamku swoje rodzeństwo.
Kiedy królowa odjeżdża pojawia się Łucja i razem powracają do naszego świata. Dziewczynka wspomina Białą Czarownicę, a Edmund rozpoznaje w niej kobietę, która okazała się dla niego miła. Będąc już w Anglii, chłopiec kłamie w rozmowie z Piotrem i Zuzanną, twierdząc, że jedynie bawili się z siostrą, a szafa nie jest żadnym magicznym egzemplarzem. Łucja jest bardzo przygnębiona zachowaniem brata. Kilka dni później cała czwórka ucieka przed panią Macready, która pokazuje odwiedzającym dom. Ukrywają się w szafie i po chwili dostają się do Narnii. Łucja prowadzi ich do domu Tumnusa, gdzie odkrywają, że został on aresztowany tak, jak czarownica groziła, a dom został splądrowany przez Maugrima, szefa tajnej policji. Para mówiących bobrów, Pan Bóbr i Pani Bobrowa, udzielają im schronienia i wspominają o starej przepowiedni, mówiącej, że władza wiedźmy upadnie, kiedy dwóch synów Adama i dwie córki Ewy zasiądą na czterech tronach w Ker Paravel. Mówią również dzieciom o prawdziwym władcy Narnii, Aslanie, który był nieobecny przez wiele lat, ale teraz „jest ponownie w drodze.”
Edmund, będąc ciągle pod wpływem czarownicy, wymyka się w trakcie opowieści i idzie do jej zamku, a pozostali, zdając sobie sprawę, że zostali zdradzeni, wyruszają na spotkanie z Aslanem. Wiedźma traktuje chłopca szorstko, gdy dowiaduje się, że przybył on bez rodzeństwa, a następnie wysyła za nimi pościg. Jednakże jej czar rzucony na krainę zaczyna pryskać, powodując odwilż, który uniemożliwia jej dalszą podróż saniami. Pozostałe dzieci docierają do lwa, a skruszony Edmund zostaje uratowany w chwili, kiedy Biała Czarownica chce go zabić. Domagając się audiencji, wiedźma żąda zwrócenia jej chłopca, gdyż zgodnie ze starożytnym prawem (tzw. Wielkimi Czarami) ma ona władze nad każdym zdrajcą. Aslan oferuje swoje życie w zamian za chłopaka. Lew zostaje poświęcony, ale zostaje wskrzeszony dzięki Największym Czarom Sprzed Początków Czasu, bo kiedy dobrowolna ofiara jest złożona w miejsce winnego, może ona powrócić do życia.
W trakcie ostatecznej bitwy Aslan zabija wiedźmę, a rodzeństwo staje się królami i królowymi, rządząc Narnią przez piętnaście lat. W tym czasie dorosną tylko po to, aby ponownie stać się dziećmi, kiedy powrócą do naszego świata. Wówczas słyszą w holu panią Macready ciągle oprowadzającą odwiedzających po domu profesora. Czas, jaki spędzili po drugiej stronie szafy zajął jedynie kilka minut w naszej rzeczywistości.
Opowiadają o swojej przygodzie profesorowi, który z miejsca daje wiarę w to co mówią i pociesza ich, że jeszcze powrócą do magicznej krainy, jednak nigdy więcej tą samą drogą.

## Proces pisania
Lewis opisał proces tworzenia Lwa, czarownicy i starej szafy w swoim eseju zatytułowanym „Wszystko zaczęło się od obrazka” (ang. „It All Began with a Picture”):

Lew rozpoczął się od widoku fauna niosącego paczki w pełnym śniegu lesie. Wyobrażenie to było obecne w moim umyśle od momentu, kiedy miałem szesnaście lat. Pewnego dnia, gdy byłem około czterdziestki, powiedziałem sobie: a może by tak stworzyć z tego jakąś historię?

W trakcie drugiej Wojny Światowej wiele dzieci zostało ewakuowanych z Londynu na wieś, aby uniknąć nazistowskich bombardowań. Wiosną 1940 roku dwóch chłopców i dwie dziewczynki zakwaterowano w domu Lewisa, The Kilns, trzy mile od Oksfordu. W późniejszym czasie Lewis zasugerował, że to doświadczenie pozwoliło mu na nowo docenić młodszych bohaterów, bo wówczas napisał tylko jeden akapit opowiadania dla tego rodzaju czytelników.
Książka jest o czwórce rodzeństwa Ann, Martin, Rose i Peter. Właściwie w większości jest o Peterze, który był najmłodszy. Wszyscy byli zmuszeni opuścić Londyn z powodu nalotów i, dlatego że ich ojciec pojechał na wojnę, a matka pracowała w armii. Zostali wysłani do jednego z krewnych ich mamy, profesora żyjącego samotnie na wsi.
Latem 1948 roku Lewis powiedział swojemu przyjacielowi Chadowi Walshowi, że zaczął pisać opowiadanie dla dzieci w stylu Edith Nesbit. Była to kontynuacja historii rozpoczętej w 1939 roku, kiedy ewakuowane dzieci mieszkały w The Kilns. W marcu 1949 roku Roger Lancelyn Green, były student Lewisa, jadł z nim w Magdalen college. Po posiłku Lewis przeczytał mu dwa rozdziały ze swojej nowej opowieści. Wcześniej przeczytał je Tolkienowi, ale nie wywarły one na nim wrażenia. Spytał Greena o opinię, a ten stwierdził, że były dobre. Przed końcem miesiąca cała historia była gotowa.
Początkowo postać Aslana była nieobecna w powieści. Lewis już wówczas zdecydował, że Narnia będzie pokrytą śniegiem krainą pod totalitarnymi rządami Białej Czarownicy, które najprawdopodobniej odzwierciedlały wydarzenia z drugiej Wojny Światowej i sytuację krajów będących pod okupacją nazistów. Przez większość swojego życia cierpiał z powodu koszmarów. W czasie, kiedy pisał Lwa, czarownicę i starą szafę doświadczył kilku snów z lwami w roli głównej, a wkrótce Aslan zawładnął jego wyobraźnią, co w rezultacie wpłynęło na ostateczny kształt historii oraz spojenie wszystkich książek w jedną opowieść.

## Ilustracje
Geoffrey Bles, wydawca Lewisa, pozwolił mu wybrać rysownika, który miał wykonać ilustracje do powieści, jak i całego cyklu. Jego wybór padł na Pauline Baynes prawdopodobnie w wyniku rekomendacji, jakiej udzielił jej Tolkien. Zaimponowała mu swoimi rysunkami w jego książce Farmer Giles of Ham (1949). Jednakże Baynes twierdziła, że Lewis dowiedział się o niej pytając w księgarni o kogoś potrafiącego dobrze rysować zarówno ludzi, jak i zwierzęta. W grudniu 1949 roku, Bles pokazał Lewisowi pierwsze szkice, a ten wysłał Baynes list gratulacyjny, w którym szczególnie chwalił odzwierciedlenie detali. Jego zadowolenie najlepiej odzwierciedla korespondencja z Baynes, po zdobyciu Carnegie Medal za najlepszą książkę dla dzieci roku 1956 przyznaną Ostatniej bitwie, w której stwierdził „czyż to nie jest raczej ‘nasz’ medal? Jestem przekonany, że ilustracje zostały wzięte pod uwagę tak, jak tekst.”
Brytyjskie wydanie powieści miało ich czterdzieści trzy. Wydania amerykańskie zazwyczaj mniej. Popularna tam wersja publikowana przez Colliera pomiędzy 1970 a 1994 rokiem, która sprzedała się w milionach egzemplarzy, miała jedynie siedemnaście ilustracji, z których wiele było dość znacznie okrojonych w porównaniu do oryginałów, dostarczając tamtejszym czytelnikom zupełnie innych wrażeń po przeczytaniu. Wszystkie z nich zostały odnowione w wydaniu HarperCollinsa w roku 1994, jednakże brakowało im ostrości wcześniejszych rysunków.

## Przyjęcie
Lewis czerpał sporo radości z pisania Lwa, czarownicy i starej szafy, tak więc wkrótce po jej ukończeniu zdecydował się na drugą część zatytułowaną Książę Kaspian. Ukończył go w mniej niż rok, tj. przed końcem 1949 roku. Do roku 1950, Lew nie był szeroko publikowany, co dowodzi, że entuzjazm Lewisa nie brał się z ciepłego przyjęcia jego książki przez czytelników.
Pomimo tego, że Lewis jest dziś znany jako niezwykle dobry autor powieści dla dzieci, głównie dzięki swoim Opowieściom z Narnii, to początkowo krytyka jego książek była wyciszana. W owym czasie przyjęło się uważać, że książki dla dzieci powinny być realistyczne; fantastyka i baśnie były traktowane pobłażliwie, jako właściwe dla bardzo młodych czytelników, a potencjalnie szkodliwe dla starszych dzieci, ponieważ mogły źle wpływać na ich zdolność interakcji ze światem rzeczywistym. Niektórzy krytycy twierdzili, że Opowieści były przesadnie moralizujące, inni, że ich elementy chrześcijańskie zostały przerysowane, jako próba indoktrynacji. Jeszcze inni obawiali się, że wiele brutalnych scen może przestraszyć młodszych czytelników.
Wydawca Lewisa martwił się, że Opowieści mogą się nie sprzedać, i że tym samym zaszkodzą reputacji ich autora, wpływając na sprzedaż pozostałych jego książek. Niemniej jednak powieści były bardzo popularne wśród dzieci, a Bles szybko zapragnął wydać pozostałe części.

## Różnice pomiędzy wydaniami amerykańskimi i brytyjskimi
Przed publikacją pierwszego amerykańskiego wydania “Lwa” Lewis wprowadził następujące zmiany.
- W pierwszym rozdziale zmienione zostały zwierzęta, którymi interesują się Edmund i Susan z lisów i królików na węże i lisy.
- Również imię szefa tajnej policji Maugrima uległo zmianie na Fenris Ulf.
- W rozdziale trzynastym Lewis zmienił krzemienie Sekretnego Wzgórza na korzenie Wielkiego Jesionu.

Kiedy w 1994 roku HarperCollins uzyskał prawa do cyklu każde kolejne wydanie było publikowane w wersji brytyjskiej.

## Adaptacje
Książka została trzy razy zaadaptowana na potrzeby telewizji. Pierwszą adaptacją był, składający się z dziesięciu odcinków, serial wyprodukowany przez ABC Weekend Television dla ITV i emitowany w 1967 roku. Drugą, wyreżyserowany przez Billa Meléndeza film animowany z 1979 roku[17], który wygrał nagrodę Emmy za Wybitny Film Animowany. Trzecią, stworzona przez BBC w 1988 roku wersja wykorzystująca animację, kukły oraz prawdziwych aktorów. Nominowana do nagrody Emmy, wygrała BAFTA. Po niej nakręcono jeszcze trzy kolejne adaptacje.
Godnymi uwagi adaptacjami teatralnymi Lwa, czarownicy i starej szafy są dwie sztuki. Pierwsza, wyprodukowana przez Malcolm C. Cooke Productions z Australii (wyreżyserowana przez Nadię Tass i określona przez Douglasa Greshama, jako najlepsza realizacja powieści jaką kiedykolwiek widział z udziałem Amandy Muggleton, Dennisa Olsena, Meaghan Davies oraz Yolande’y Brown); i druga, stworzona przez jeden z największych teatrów na Filipinach, Trumpets Theatre.
Wyprodukowano również wiele wersji audio. Najbardziej znaną jest ta czytana przez Michaela Yorka, jednakże zostały stworzone również trzy inne dostępne na płytach CD. Nagrywane w radiu z pomocą różnych aktorów i korzystające z efektów dźwiękowych oraz muzycznych wydane zostały przez BBC, Radio Theatre oraz Focus on the Family.
W 1984 roku Lew, czarownica i stara szafa został wystawiony przez Vaness Ford Productions na deskach London’s Westminster Theatre. Zaadaptowana przez Glyna Robbinsa sztuka została wyreżyserowana przez Richarda Williamsa i zaplanowana przez Marty Flood. W 1998 roku grupa the Royal Shakespeare Company wystawiła swoją wersję stworzoną przez Adriana Mitchella, z muzyką Shauna Davey’ego.